# 特氏楔孢黑粉菌
特氏楔孢黑粉菌（学名：Thecaphora trailii）是属于黑粉菌目黑粉菌科楔孢黑粉菌属的一种真菌，寄生在风毛菊属植物上。该种分布于中国、蒙古、日本、挪威、芬兰、俄罗斯、德国、奥地利、瑞士、英国、法国、西班牙、罗马尼亚、美国等地。